# Ѕ
Ѕ (onderkast: ѕ) is een letter van het cyrillische alfabet die thans alleen nog in het Macedonisch wordt gebruikt. Hij wordt uitgesproken als /dz/. De achterstevorenvariant (Ꙅ ꙅ) werd in ouder Russisch en Oekraïens gebruikt. Deze letter kan verward worden met de Latijnse letter S.

## Weergave

### Unicode
De Ѕ en ѕ zijn in 1993 toegevoegd aan de Unicode 1.0-karakterset.
In Unicode vindt men Ѕ onder het codepunt U+0405 (hex) en ѕ onder U+0455.

### HTML
In HTML kan men voor Ѕ de code &DScy; gebruiken, en voor ѕ &dscy;.